# Phainogullmia
Phainogullmia es un género de foraminífero bentónico de la subfamilia Shepheardellinae, de la familia Allogromiidae, del suborden Allogromiina y del orden Allogromiida. Su especie tipo es Phainogullmia aurata. Su rango cronoestratigráfico abarca el Holoceno.

## Clasificación
Phainogullmia incluye a la siguiente especie:
- Phainogullmia aurata